# 2ЕЛ5
Електровоз 2ЕЛ5 — двосекційний електровоз українського виробництва, призначений для експлуатації на залізницях, електрифікованих на однофазному змінному струмі промислової частоти з номінальною напругою 25000 В.
Електровоз розрахований на роботу при напрузі в контактній мережі від 19 до 29 кіловольт, температурі навколишнього середовища від мінус 50°C до плюс 45 °C (граничне значення) і висоті над рівнем моря до 1200 м.
Також відомий як  ВЛ 100

## Виробництво
2ЕЛ5 збирають на Луганському тепловозобудівному заводі. Великими серіями не випускався. Електровоз 2ЕЛ5 (в народі «йолка») український аналог російського електровоза 2ЭС5К «Єрмак». Вони мають ідентичні характеристики і відрізняються лише кабіною машиніста та електронікою.
На електровози 2ЕЛ5-018 та 2ЕЛ5-019 були встановлені новітні вакуумні Головні Вимикачі.
2ЕЛ5-019 після випуску також був відправлений на Одеську Залізницю, але після обкатки його направили на завод для усунення несправностей та недоліків, звідки він не повернувся через розпочавшуся  війну. Його доля невідома.